# Josefshof
Der Josefshof oder St. Josefshof ist ein Wohnplatz, der zur Ortsgemeinde Völkersweiler gehört.

## Geschichte
Der im Norden der Gemeindegemarkung befindliche St. Josefshof wurde 1930 von den Paulusbrüdern erworben und ab 1948 als Pflegeeinrichtung betrieben. 1982 folgte die Verpachtung an den Caritasverband Speyer, der 2006 die Umsiedlung der Bewohner beschloss. Zwei Jahre später gaben die Paulusbrüder die Einrichtung deshalb auf. Mittlerweile hat dort der FNL – Förderverein Naturschutz und Landwirtschaft e. V., der 2017 das Buch Faszinierende Orchideen der Pfalz herausbrachte, seinen Sitz.